# Acidodontium exaltatum
Acidodontium exaltatum là một loài Rêu trong họ Bryaceae. Loài này được (Spruce ex Mitt.) A. Jaeger mô tả khoa học đầu tiên năm 1875.